# Egyházasfalu, Győr-Moson-Sopron
Egyházasfalu  este un sat în districtul Sopron, județul Győr-Moson-Sopron, Ungaria, având o populație de 891 de locuitori (2011). 

## Demografie
Componența etnică a satului Egyházasfalu
     Maghiari (98,74%)
     Germani (1,26%)
Componența confesională a satului Egyházasfalu
     Romano-catolici (80,02%)
     Fără religie (1,8%)
     Necunoscută (16,61%)
     Alte religii (2,02%)
Conform recensământului din 2011, satul Egyházasfalu avea 891 de locuitori. Din punct de vedere etnic, majoritatea locuitorilor (98,74%) erau maghiari, cu o minoritate de germani (1,26%).  Din punct de vedere confesional, majoritatea locuitorilor (80,02%) erau romano-catolici, cu o minoritate de persoane fără religie (1,8%). Pentru 16,61% din locuitori nu este cunoscută apartenența confesională.